# Gaz CS
Compusul 2-clorobenzalmalononitril (numit și o-clorobenziliden malononitril; formula chimică: C10H5ClN2), un cianocarbon, este componentul principal al unui gaz lacrimogen cunoscut sub acronimul CS care este folosit ca mijloc de neutralizare a manifestanților violenți în misiunile de menținere sau restaurare a ordinii publice. Expunerea provoacă senzația de arsură și lăcrimarea incontrolabilă a ochilor, în măsura în care subiectul nu poate să-și țină ochii deschiși, și iritația și senzația de arsură ale mucoaselor nasului, gurii și gâtului, ceea ce duce la tuse abundentă, descărcări puternice ale mucoaselor nazale, dezorientare și dificultăți de respirație. Gazul CS este un aerosol al unui solvent volatil (o substanță în care se dizolvă alte substanțe active și care se evaporă cu ușurință) și 2-clorobenzalmalononitril, care este un compus solid la temperatura camerei. Gazul CS este în general acceptat ca fiind neletal. 
CS a fost sintetizat prima dată în 1928 de către doi americani, Ben Corson și Roger Stoughton, la Middlebury College. Numele substanței provine de la inițialele numelor de familie ale acestora., 
Gazul CS a fost dezvoltat și testat în secret în laboratoarele militare din Porton Down, în Wiltshire, Anglia, în anii 1950 și 1960. Gazul CS a fost folosit mai întâi pe animale, apoi pe militari voluntari ai Armatei Britanice. Gazul CS are un efect mai scăzut asupra animalelor din cauza canalelor lacrimale subdezvoltate și protecției oferite de blană.

## Producție
CS este sintetizat prin reacția de 2-clorobenzaldehidă și malononitril prin intermediul condensării Knoevenagel:

Prepararea CS

ClC6H4CHO + H2C(CN)2 → ClC6H4CHC(CN)2 + H2O
Reacția este catalizată cu o bază slabă ca piperidina sau piridina. Metoda de producție nu s-a schimbat de când substanța a fost descoperită de către Corson și Stoughton. Au fost sugerate și alte baze, metode fără solvenți și reacții în câmp de microunde pentru a îmbunătăți producția compusului.
Proprietățile fiziologice fuseseră deja descoperite în 1928 de chimiștii care au sintetizat prima dată compusul: „Proprietăți fiziologice. Anumiți dinitrili au efect similar gazelor de strănut și lacrimogene. Sunt inofensivi când sunt umezi, dar manipularea pudrei uscate este dezastruoasă”.

### Utilizare ca aerosol
Deoarece compusul 2-clorobenzalmalononitril este solid la temperatura camerei, și nu gaz, au fost create multe metode de utilizare sub formă de aerosol:
- Topit și pulverizat în forma sa topită.
- Dizolvat într-un solvent organic.
- Pudra uscată CS2 (CS2 este o formă silicată, micro-pulverizată a CS).
- CS din grenade termice prin generarea de gaze fierbinți.

În timpul Asediului de la Waco din Statele Unite ale Americii, CS a fost dizolvat în solventul organic diclormetan (de asemenea, cunoscut sub numele de clorură de metilen). Soluția a fost dispersată ca aerosol prin forță explozivă și, atunci când diclormetanul, care este extrem de volatil, s-a evaporat, cristale de CS s-au precipitat și au format o dispersie fină în aer.

## Efecte

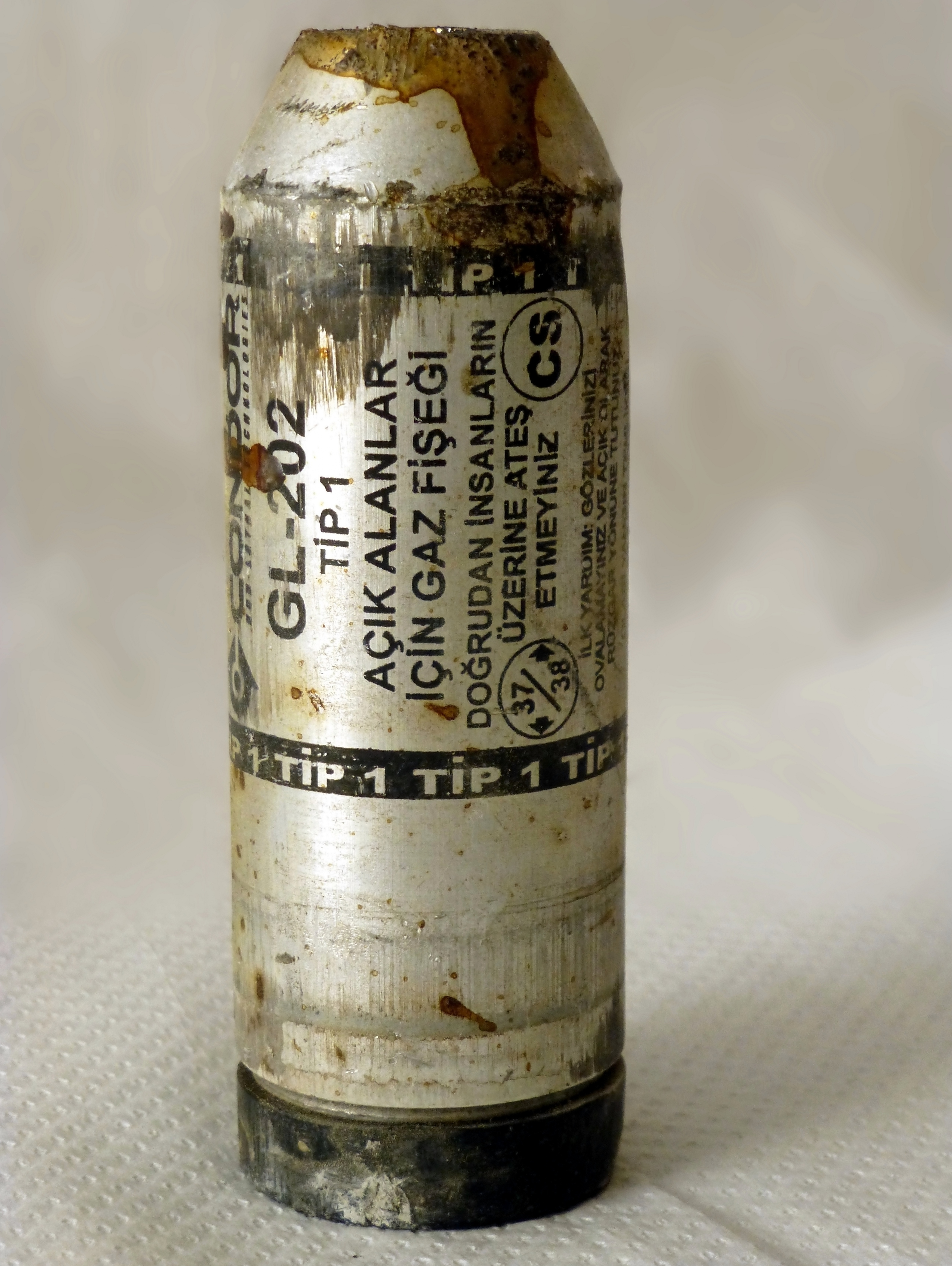
Gaz CS utilizat pe 1 mai 2013 în Istanbul

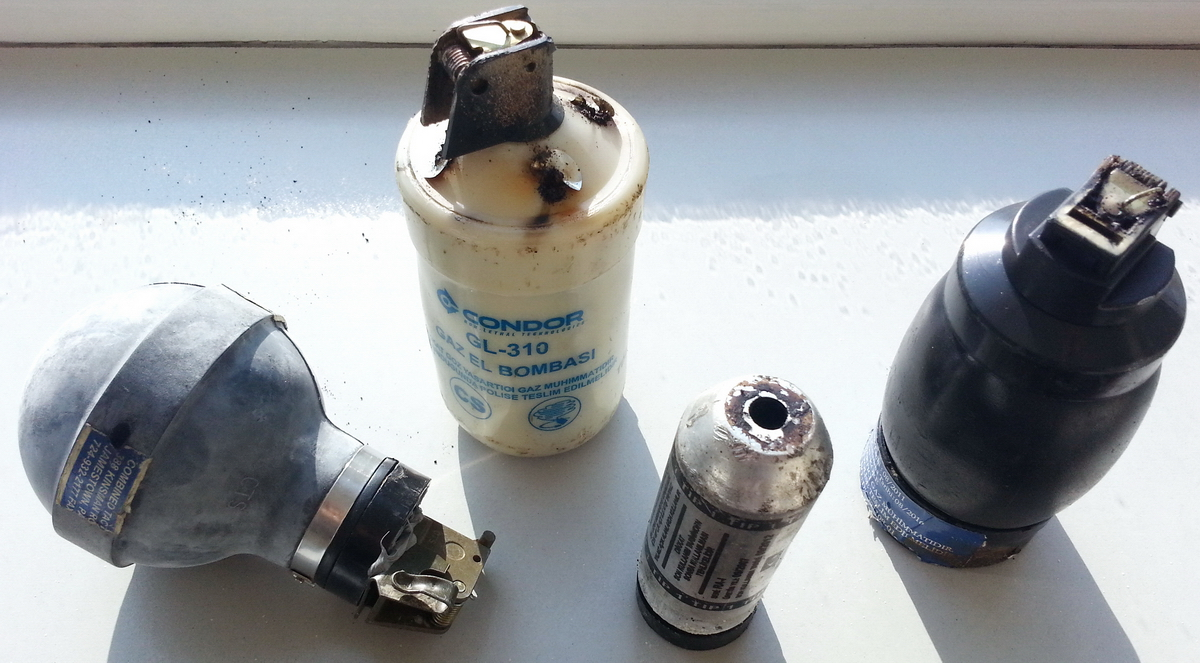
Cartușe de gaze lacrimogene utilizate în Istanbul, în 2013

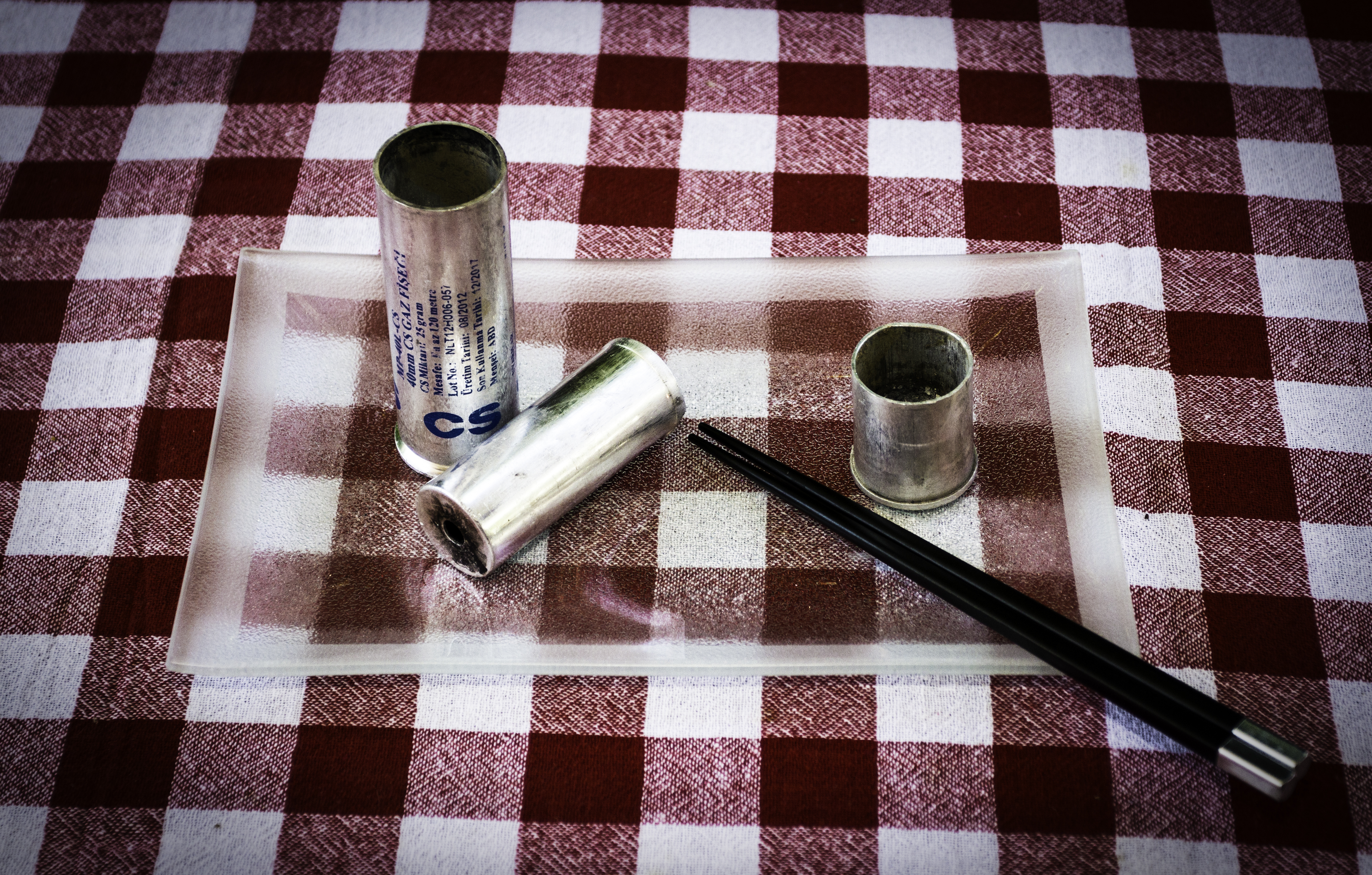
Cartușe de gaz CS utilizate în piața Taksim și Parcul Gezi, din Istanbul, mai 2013

Mai multe tipuri de gaze lacrimogene și agenți pentru combaterea dezordinii publice au fost produse, cu efecte variind de la ușoară lăcrimare a ochilor la vărsături imediate și stare de prostrație. Gazele CN și CS sunt cele mai utilizate și cunoscute, dar au fost dezvoltate în jur de 15 de tipuri diferite de gaze lacrimogene la nivel mondial, cum sunt adamsit sau bromoacetonă, CNB și CNC. CS a devenit cel mai popular datorită efectului său puternic. Efectul expunerii la CS a unei persoane depinde de modul de preparare, ca soluție sau aerosol. Dimensiunea picăturilor soluției și dimensiunea particulelor CS după evaporare sunt factori care determină efectul său asupra organismului uman.
Compusul reacționează cu umezeala de pe piele și din ochi, provocând senzația de arsură și închiderea imediată și necontrolată a ochilor. Efectele includ, de obicei, lăcrimare, tuse abundentă, descărcări nazale puternice pline de mucus, arsură a ochilor, pleoapelor, nasului și gâtului, dezorientare, amețeli și probleme de respirație. De asemenea, CS va arde locurile în care pielea este transpirată și/sau arsă de soare. În doze foarte concentrate, poate induce tuse severă și vărsături. Aproape toate efectele imediate dispar după o oră (cum ar fi descărcările nazale abundente și tuse puternică), dar senzația de arsură și pielea extrem de iritată pot persista timp de mai multe ore. Îmbrăcămintea contaminată va trebui spălată de mai multe ori sau distrusă.

### Efecte secundare
Persoanele sau obiectele contaminate cu CS pot provoca expunerea secundară a altora, inclusiv a personalului medical și poliției. În plus, expunerea repetată poate provoca sensibilizare.

## Toxicitate
Deși este descris ca armă neletală pentru controlul mulțimii, există studii care pun la îndoială această clasificare. Gazul CS poate provoca afecțiuni pulmonare grave și poate, de asemenea, afecta inima și ficatul în mod semnificativ.
Pe 28 septembrie 2000, prof. dr. Uwe Heinrich publicat un studiu comandat de John C. Danforth de la Biroului Consiliului Special al Statelor Unite ale Americii, pentru a investiga utilizarea gazului CS de către FBI în campusul Mount Carmel al Davidienilor. Heinrich a menționat că nici un deces nu a fost raportat, dar a concluzionat că letalitatea gazului CS ar fi determinată în principal de doi factori: dacă sunt folosite măști de gaze și dacă ocupanții sunt într-un spațiu închis. El sugerează că dacă nu sunt folosite măști de gaze și subiecții se află într-un spațiu închis, "există o posibilitate ca acest tip de  expunere la gazul CS să poată contribui în mod semnificativ sau chiar provoca efecte letale".
Cel puțin un studiu a asociat expunerea la CS cu avorturi spontane. Acest lucru este în concordanță cu raportări ale efectelor sale clastogenice (schimbări anormale ale cromozomilor) în celule de mamifere.
În Egipt, gazul CS a fost raportat a fi cauza decesului mai multor protestatari pe strada Mohamed Mahmoud din apropierea Pieței Tahrir în timpul protestelor din noiembrie 2011.
Solventul în care CS este dizolvat, metil izobutil cetonă (MIBK), este clasificat ca fiind dăunător prin inhalare. Este iritant pentru ochi și sistemul respirator, iar expunerea repetată poate provoca uscarea sau crăparea pielii.

## Decontaminare
Notă: Oricine ajută o victimă a expunerii la gazul CS va suferi, de asemenea, iritații severe similare, cu excepția cazului în care se folosesc ochelari de protecție, măști de gaze și mănuși impermeabile.

### În teren
Sursa:
1. Mutați-vă la aer curat. Dacă bate vântul, stați cu fața în vânt.
2. Mișcați brațele departe de corp și frecați părul în briză; nu frecați ochii, nasul sau pielea.
3. Ochii trebuie să fie larg deschiși, dar fără a pune degetele.
4. Irigați ochii cu cantități mari de oricare dintre următoarele:
  1. O soluție de 1% bicarbonat de sodiu și apă
  2. O soluție salină constând dintr-o jumătate de linguriță (2,5 cm3) sare la un litru de apă
  3. Apă rece curată
5. Scoateți îmbrăcămintea cât de curând posibil. Această îmbrăcăminte trebuie spălată separat de alte articole.
6. Faceți un duș, spălând întâi părul folosind Borax sau săpun de tip Ivory sau Lava. Aplecați-vă astfel încât particulele de gaz CS să cadă de pe cap. Apoi, spălați zonele de piele afectate. Nu utilizați uleiuri, creme sau unguente.

### Într-o instituție medicală
Sursa:
1. Mutați pacientul într-o zonă bine ventilată.
2. Scoateți hainele pacientului și puneți-le pe toate într-un container etanș.
3. Pacientul trebuie să fie bine spălat cu apă și săpun.
4. Ochii ar trebui să fie irigați cu ser fiziologic (soluție de 0,9% NaCl)sau apă și examinați pentru abraziuni ale corneei.
5. Pacienții cu probleme de respirație ar trebui să fie ținuți sub supraveghere pentru a evita bronhospasme și pneumonie secundară.
6. La pacienții cu boli respiratorii pre-existente care suferă de bronhospasm acut poate fi nevoie de oxigen umidificat, aminofilină și simpatomimetice inhalate.

Simptomele ar trebui să dispară în termen de 60 de minute de la expunere.

#### Atunci când se spală hainele
Îmbrăcămintea ar trebui să fie lăsată afară peste noapte, expusă la aer, înainte de a fi spălată.
Utilizați un detergent puternic. Hainele ar trebui să fie uscate într-un uscător cu evacuare la exterior, dar departe de pietoni și în special a copiilor.

## Utilizare

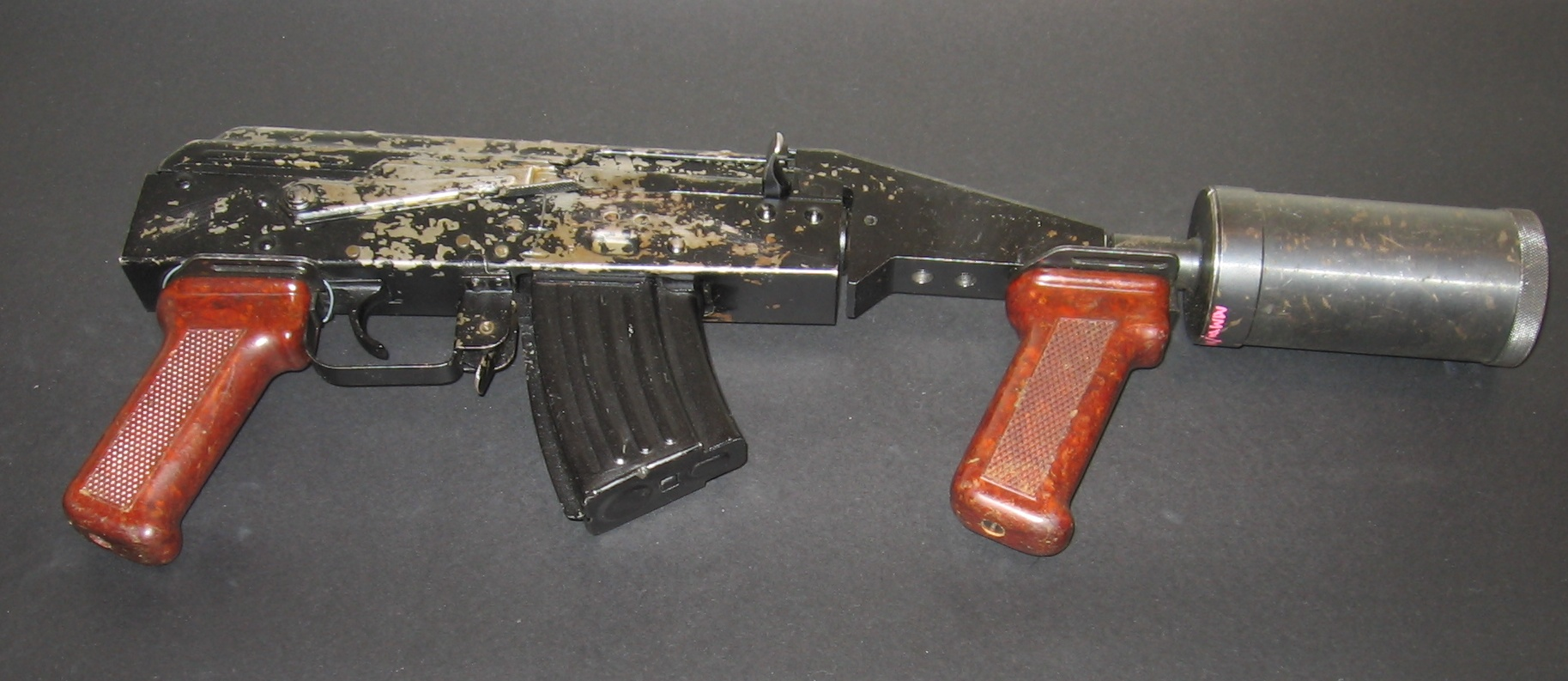
RWGŁ-3 - lansator polonez de grenade cu gaze lacrimogene.

CS este folosit în formă de spray de multe forțe de poliție ca un incapacitant temporar și pentru a supune atacatorii sau persoanele care sunt agresive în mod violent. Ofițerii care sunt instruiți în utilizarea și aplicarea de spray CS sunt de obicei expuși la el prin antrenamente.
Deși folosite cu precădere de către poliție, gazul CS a fost utilizat și în atacuri criminale în diferite țări.
Utilizarea de CS în război este interzisă în conformitate cu termenii Convenției privind Interzicerea Armelor Chimice, semnată de cele mai multe națiuni în 1993, urmate de alte cinci națiuni între 1994 și 1997. Raționamentul din spatele interdicției este pragmatic: utilizarea de CS de un combatant ar putea declanșa cu ușurință represalii cu arme chimice mult mai toxice, precum agenți neurotoxici. În august 2018, cele patru țări care nu au semnat Convenția privind Armele Chimice (fiind prin urmare libere să utilizeze gazul CS) sunt Coreea de Nord, Egipt, Israel și Sudanul de Sud.
Utilizarea civilă de către poliție a CS este legală în multe țări, deoarece Convenția privind Armele Chimice interzice numai uzul militar.

### Bahrain

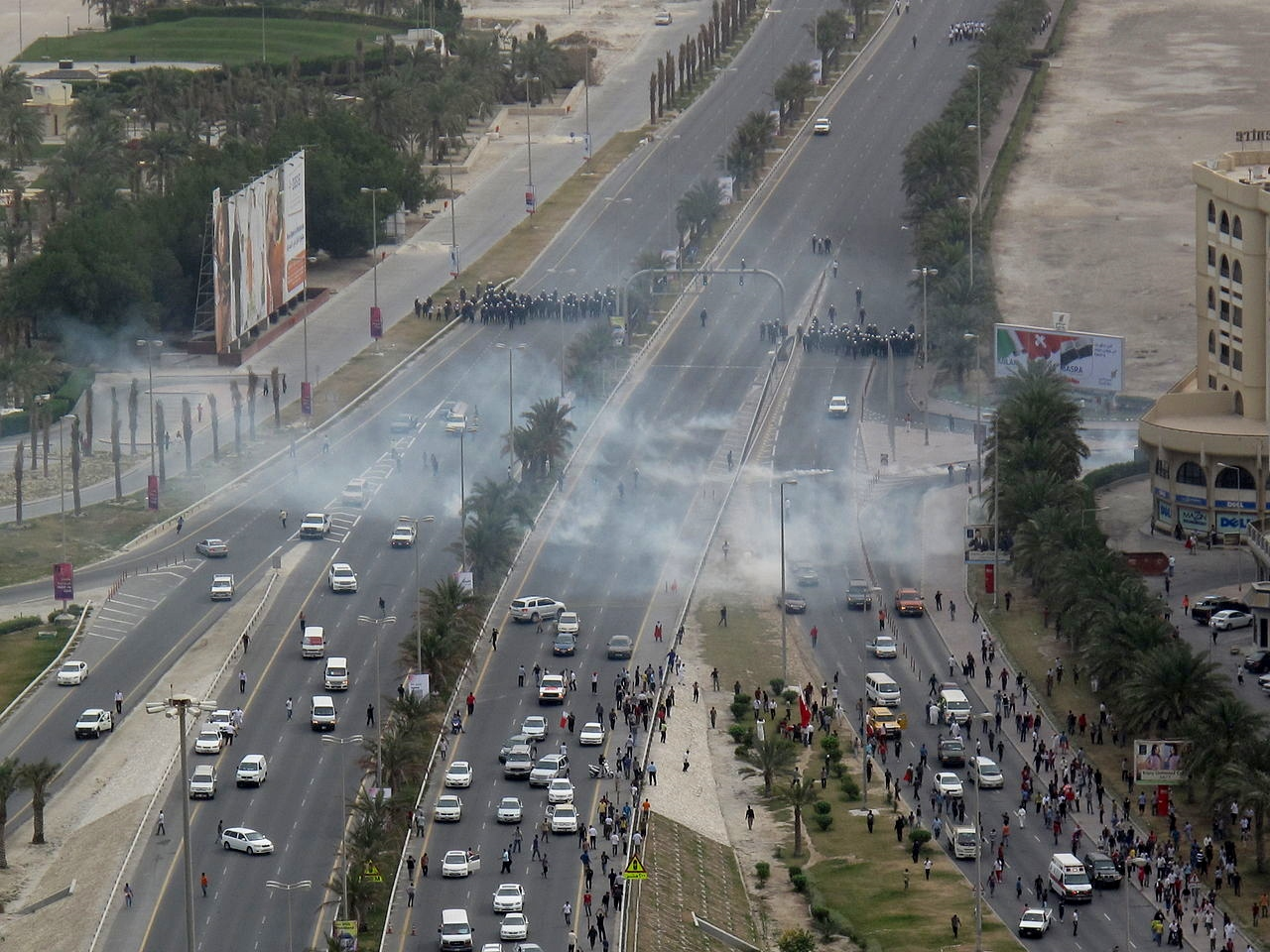
Jandarmii din Bahrain folosesc gaze lacrimogene asupra protestatarilor în Manama în timpul revoltei din Bahrain din 2011-2012

Gazul CS a fost utilizat pe scară largă de către poliția din Bahrain de la începutul protestelor din Bahrain.(p260) Comisia Independentă de Anchetă din Bahrain a concluzionat că poliția a folosit o cantitate disproporționată de gaz CS atunci când se dorea dispersarea protestelor și că, în unele situații, poliția a tras cu gaze lacrimogene în case particulare într-un mod „inutil și fără discernământ”.(p277) În timpul unui anumit incident, la care a asistat unul din anchetatorii din Comisie, poliția a tras „cel puțin patru canistre de gaz lacrimogen (fiecare conținând șase proiectile) ... de la distanță mică în bucătăria și camera de zi a unei case.”(p261)
Potrivit activiștilor opoziției și familiilor celor morți, zece persoane au murit ca rezultat al gazului CS între 25 martie 2011 și 17 decembrie 2011. Una ar fi murit la impactul canistrei de gaz, iar celelalte au murit din cauza efectelor inhalării gazului. Comisia Independentă de Anchetă din Bahrain a primit informații că alte trei decese au fost atribuite expunerii la gaz CS.(pp239–40,253) Dintre acestea trei, unul ar fi fost cauzat de impactul canistrei, iar două din cauza efectelor inhalării gazului.

### Canada
CS este folosit de multiple forțe de ordine canadiene. Forțele canadiene sunt expuse la gaze CS în cadrul exercițiilor și antrenamentelor.

### Chile
Gazele lacrimogene sunt folosite pe scară largă în Chile de Carbineros, pentru a întrerupe protestele civile.

### Cipru
CS a fost testat mai întâi în teren de către armata Britanică în Cipru în anul 1958. Atunci era cunoscut sub numele de cod T792.

### Egipt
CS a fost utilizat pe scară largă de către Poliția Egipteană/Forțele Militare din ianuarie 2011.

### Hong Kong
CS a fost utilizat împotriva demonstranților în septembrie 2014.

### Israel
Forțele de poliție israeliene folosesc spray cu gaz CS în situații de revoltă și proteste. Acesta este utilizat pe scară largă la manifestații în Teritoriile Palestiniene și la zidul de separare din Cisiordania.

### Regatul Unit

#### Irlanda De Nord
Gazul CS a fost utilizat pe scară largă în zona Bogside din Derry, Irlanda de Nord, în timpul „Bătăliei de la Bogside”, două zile de revoltă în august 1969. Un total de 1.091 de canistre cu 12,5 g de CS fiecare și 14 canistre cu 50 g de CS fiecare au fost trase în zona rezidențială dens populată. Pe 30 august a fost înființată Ancheta Himsworth cu scopul de a investiga efectele medicale ale utilizării sale în Derry. Concluziile sale, privite în contextul politic al timpului, indicau necesitatea continuării testării gazului CS înainte de a fi folosit ca mijloc de control al maselor. În timpul revoltelor din Belfast, în anul următor, cunoscut ca Falls Curfew, armata a tras până la 1.600 de canistre în zona dens populată a Falls Road. Acesta a fost utilizat și în Lenadoon pe 9 iulie 1972 când acordul de încetare a focului cu IRA a fost încălcat. Nu după mult timp, armata britanică și RUC au încetat să folosească CS în Irlanda de Nord.

#### Marea Britanie

##### Gaz CS
Gazul CS a fost utilizat rareori pe insula Marii Britanii.
Prima utilizare a gazului CS pe insula britanică, care nu a fost parte din instrucția militară, a avut loc în 1944, în timpul unei luări de ostatici, la o adresă din nordul Londrei. Soldaților li s-a cerut să arunce grenade CS prin luminator în speranța de a pune capăt rapid incidentului, dar atacatorul își adusese o mască de gaze cu el, nefiind afectat.
În 1981, gazul CS a fost folosit pentru a înăbuși o revoltă în zona Toxteth din Liverpool.
Ca indicator al frecvenței de utilizare a sprayurilor CS de poliție, ofițeri din Reading, Berkshire au utilizat sprayul în 486 de cazuri într-o perioadă de doi ani și jumătate începând cu aprilie 2009. Sprayul CS a fost utilizat în Regatul Unit de mai mult de 10.000 de ori în perioada dintre introducerea sa în 1996 și septembrie 1998.

### România
CS a fost utilizat de Jandarmeria Română la dispersarea protestatarilor din Piața Victoriei în 10 august 2018. 

### Sri Lanka
LTTE, cunoscuți sub numele de Tigrii Tamili din Sri Lanka, un grup de insurgenți din Sri Lanka, au folosit gaze lacrimogene împotriva forțelor guvernamentale în septembrie 2008. Utilizarea sa a îngreunat progresul armatei, dar în cele din urmă s-a dovedit ineficient împotriva succesului armatei.
Acesta este unul dintre puținele cazuri de gaze CS folosite de insurgenți.

### Statele Unite ale Americii
CS este folosit de multiple forțe de poliție, inclusiv de FBI în timpul Asediului de la Waco în 1993.
Jandarmii din Pittsburgh, Pennsylvania au folosit gazul CS în septembrie 2009 pentru a dispersa manifestanții care se aflau în apropierea Summitului G20 2009.
Trupele armate ale SUA sunt expuse la CS atât în timpul antrenamentului inițial, cât și în cele ulterioare, folosindu-se tablete de CS topite pe plăci fierbinți. Scopul acestui exercițiu este de a demonstra necesitatea utilizării corecte a măștilor de gaze, deoarece substanța ajunge imediat la ochi dacă garniturile de cauciuc ale măștilor nu etanșează cu pielea. După așezarea corectă a măștilor, recruții trebuie să le dea jos și să suporte efectele substanței, astfel încât să aibă încredere în utilitatea echipamentului de protecție.

### Vietnam

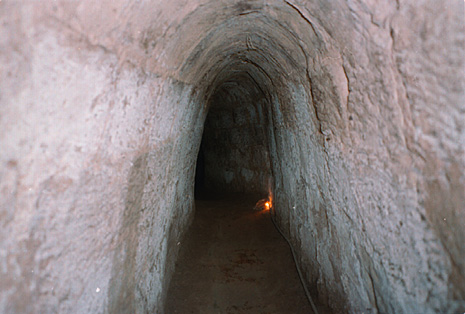
CS a fost utilizat în încercarea de a-i scoate la suprafață pe Viet Cong din tunelurile lor în Războiul din Vietnam.

A fost raportat că mii de tone de gaz CS au fost folosite de forțele armate ale SUA în Vietnam pentru a-i aduce pe Viet Cong la suprafață din tuneluri.
De asemenea, acesta a fost utilizat de către forțele nord-vietnameze în unele bătălii, cum sunt Hue în 1968 sau Ofensiva din timpul Paștelui în 1972.

### În alte părți
Gazul CS a fost și este încă folosit în mod curent de către jandarmii greci (MAT), cu scopul de a potoli protestele studenților și muncitorilor, precum și revoltelor.
CS a fost folosit pentru a opri protestele din Lusaka, Zambia în iulie 1997 și în timpul protestelor WTO din Seattle în 1999. Amnesty International a raportat că substanța folosită fusese produsă de compania britanică Pains-Wessex. Prin urmare, Amnesty a cerut o interzicere a exportului către entități care nu sunt pregătite pentru utilizarea corectă a CS sau care au demonstrat o utilizare „contrară instrucțiunilor producătorului”.
În septembrie 2000, jurnaliștii ziarului Guardian au dezvăluit cum o companie înregistrată în Regatul Unit, HPP, s-a folosit de goluri legislative pentru a exporta CS unei companii private de securitate din Rwanda, încălcând astfel sancțiunile impuse de Organizația Națiunilor Unite. Jurnaliștii Guardian au mai relatat că substanța a fost folosită de miliția Hutu din Rwanda pentru a-i scoate pe membri ai grupului Tutsi din clădiri înainte de a-i ucide.
Gazul CS a fost folosit de către guvern în Africa de Sud, de Israel împotriva palestinienilor și israelienilor, de către guvernul sud-coreean de la Seul și în timpul conflictelor balcanice de Serbia. În Malta a fost folosit de către poliție între 1981 și 1987 împotriva susținătorilor Partidului Naționalist.
În Malaezia, Federal Reserve Unit a folosit gaze CS lacrimogene împotriva cetățenilor săi care s-au adunat pentru a cere alegeri corecte în ceea ce a fost numit protestele Bersih în 2011 și 2012.
Forțele de apărare ale Canadei, Norvegiei și Australiei sunt antrenate folosind gaz CS într-un mod similar celui practicat în SUA, fiind parte din antrenamentul CBRN (chimic, bbiologic, radiologic, nuclear). Gazul este eliberat prin arderea de tablete într-o clădire special amenajata pentru acest scop. În timpul antrenamentului, persoana intră în clădire neprotejată și trebuie să își pună masca de gaze înainte de a ieși. Unele forțe norvegiene sunt expuse gazului CS în timp ce sunt supuse unor activități fizice și psihice, precum adresarea unui superior, menționând numele, rangul și grupul din care fac parte, înainte de a executa 30 de flotări.
Franța a folosit în mod repetat gaze CS lacrimogene împotriva refugiaților în taberele din apropiere de Calais, în 2015.
În Australia, gardienii de la Centrul de Detenție Juvenilă Don Dale din Darwin au folosit gazul CS împotriva a cinci băieți adolescenți reținuți acolo în august 2014.